# Championnat d'Europe de hockey sur glace 1926
Navigation
Tchécoslovaquie 1925 Autriche 1927
Le onzième championnat d'Europe de hockey sur glace a eu lieu du 11 au 18 janvier 1926 à Davos en  Suisse.

## Contexte et déroulement
Neuf nations participent à cette édition du championnat d'Europe et les équipes sont divisées en trois poules de trois équipes. À l'issue du premier tour, les premiers de chaque groupe sont automatiquement qualifiées pour les demi-finales tandis que les nations finissant secondes jouent un tournoi pour déterminer la quatrième équipe invitée aux demi-finales.
Les dernières équipes de chaque groupe jouant dans le même temps un tournoi pour la sixième place. L'équipe finissant à la première place de ce tournoi joue alors un match contre l'équipe finissant à la dernière place du tournoi des seconds.

## Première phase

### Groupe A
Résultats des matchs
- Belgique 5-0 Espagne
- Tchécoslovaquie 2-0 Belgique
- Tchécoslovaquie 9-2 Espagne

Classement
|   | Équipe          | PJ | V | N | D | BP | BC |
| - | --------------- | -- | - | - | - | -- | -- |
| 1 | Tchécoslovaquie | 2  | 2 | 0 | 0 | 11 | 2  |
| 2 | Belgique        | 2  | 1 | 0 | 1 | 5  | 2  |
| 3 | Espagne         | 2  | 0 | 0 | 2 | 2  | 14 |

### Groupe B
Résultats des matchs
- Autriche 2-1 France
- France 2-1 Pologne
- Autriche 2-1 Pologne

Classement
|   | Équipe   | PJ | V | N | D | BP | BC |
| - | -------- | -- | - | - | - | -- | -- |
| 1 | Autriche | 2  | 2 | 0 | 0 | 4  | 2  |
| 2 | France   | 2  | 1 | 0 | 1 | 3  | 3  |
| 3 | Pologne  | 2  | 0 | 0 | 2 | 2  | 4  |

### Groupe C
Résultats des matchs
- Grande-Bretagne 8-1 Italie
- Suisse 13-0 Italie
- Suisse 5-4 Grande-Bretagne  (après prolongation)

Classement
|   | Équipe          | PJ | V | N | D | BP | BC |
| - | --------------- | -- | - | - | - | -- | -- |
| 1 | Suisse          | 2  | 2 | 0 | 0 | 18 | 4  |
| 2 | Grande-Bretagne | 2  | 1 | 0 | 1 | 12 | 6  |
| 3 | Italie          | 2  | 0 | 0 | 2 | 1  | 21 |

## Phase finale

### Tournoi des troisièmes
Résultats des matchs
- Italie 2-2 Espagne
- Pologne 3-1 Italie
- Pologne 4-1 Espagne

La Pologne jouera donc pour la sixième place contre l'équipe finissant dernière du « tournoi des seconds ».
Classement
|   | Équipe  | PJ | V | N | D | BP | BC |
| - | ------- | -- | - | - | - | -- | -- |
| * | Pologne | 2  | 2 | 0 | 0 | 7  | 2  |
| 8 | Italie  | 2  | 0 | 1 | 1 | 3  | 5  |
| 9 | Espagne | 2  | 0 | 1 | 1 | 3  | 6  |

### Tournoi des seconds
Résultats des matchs
- Grande-Bretagne 5-0 Belgique
- Grande-Bretagne 3-1 France
- France 1-0 Belgique

La Grande-Bretagne est donc qualifiée pour le tournoi de la première place et la Belgique jouera un match de barrage contre la Pologne pour la sixième place.
Classement
|   | Équipe          | PJ | V | N | D | BP | BC |
| - | --------------- | -- | - | - | - | -- | -- |
| * | Grande-Bretagne | 2  | 2 | 0 | 0 | 8  | 1  |
| 5 | France          | 2  | 1 | 0 | 1 | 2  | 3  |
| * | Belgique        | 2  | 0 | 0 | 2 | 0  | 6  |

### Match pour la sixième place
Le match entre la Belgique et la Pologne a eu lieu le 17 janvier et a vu la victoire des polonais sur le score de 3 buts à 1 (2-1 à la mi-temps).

### Tournoi pour la médaille d'or

#### Premier tournoi
Résultats des matchs
- Tchécoslovaquie 2-1 Grande-Bretagne
- Suisse 5-3 Autriche
- Autriche 3-1 Grande-Bretagne
- Suisse 0-1 Tchécoslovaquie
- Autriche 1-0 Tchécoslovaquie
- Suisse 7-4 Grande-Bretagne

Classement
|   | Équipe          | PJ | V | N | D | BP | BC |
| - | --------------- | -- | - | - | - | -- | -- |
| 1 | Suisse          | 3  | 2 | 0 | 1 | 12 | 8  |
| 1 | Autriche        | 3  | 2 | 0 | 1 | 7  | 6  |
| 1 | Tchécoslovaquie | 3  | 2 | 0 | 1 | 3  | 2  |
| 4 | Grande-Bretagne | 3  | 0 | 0 | 3 | 6  | 12 |

Les équipes de Suisse, d'Autriche et Tchécoslovaquie finissant avec le même nombre de victoires, de défaites ainsi qu'avec la même différence de buts, un nouveau tournoi entre ces trois équipes a donc dû être organisé.

#### Second tournoi
Résultats des matchs
- Suisse 3-1 Tchécoslovaquie
- Tchécoslovaquie 3-1 Autriche
- Suisse 2-2 Autriche

Classement
|        | Équipe          | PJ | V | N | D | BP | BC |
| ------ | --------------- | -- | - | - | - | -- | -- |
| Or     | Suisse          | 2  | 1 | 1 | 0 | 5  | 3  |
| Argent | Tchécoslovaquie | 2  | 1 | 0 | 1 | 4  | 4  |
| bronze | Autriche        | 2  | 0 | 1 | 1 | 3  | 5  |

## Classement final
|        | Équipe          |
| ------ | --------------- |
| Or     | Suisse          |
| Argent | Tchécoslovaquie |
| bronze | Autriche        |
| 4      | Grande-Bretagne |
| 5      | France          |
| 6      | Pologne         |
| 7      | Belgique        |
| 8      | Italie          |
| 9      | Espagne         |